# James-Andrew Davis
James-Andrew Davis (n. 3 iulie 1991, Greater London, Anglia, Regatul Unit) este un scrimer olimpic britanic specializat pe floretă, campion european în 2014.
A participat la Jocurile Olimpice din 2012 de la Londra ca reprezentant al țării gazdă, dar a fost eliminat în turul întâi de rusul Aleksei Ceremisinov.

## Palmares
Clasamentul la Cupa Mondială
| An  | 2006 | 2007 | 2008 | 2009 | 2010 | 2011 | 2012 | 2013 | 2014 | 2015 |
| --- | ---- | ---- | ---- | ---- | ---- | ---- | ---- | ---- | ---- | ---- |
| Loc | 420  | 332  | 325  | 344  | 346  | 129  | 23   | 7    | 6    | 14   |

## Legături externe
- Materiale media legate de James-Andrew Davis la Wikimedia Commons
- en  Prezentare Arhivat în 10 noiembrie 2014, la Wayback Machine. la Confederația Europeană de Scrimă
- en James-Andrew Davis la Olympedia.org